# Giacomo Crosa
Giacomo Crosa (Predosa, 11 gennaio 1947) è un giornalista ed ex altista italiano, detentore del record italiano della specialità dal maggio 1968 al maggio 1969. E' vice presidente onorario dello CSAIn (Ente di Promozione Sportiva riconosciuto dal CONI)

## Biografia
All'età di 21 anni prese parte ai Giochi olimpici di Città del Messico 1968 con la nazionale di atletica leggera classificandosi al 6º posto nel salto in alto con 2,14 m, allora record italiano e misura che rappresenta anche il suo primato personale.
La finale venne vinta da Dick Fosbury e vide tre statunitensi e due sovietici tra i primi cinque classificati, con Crosa miglior classificato tra gli atleti del resto del mondo. Il piazzamento è rimasto il migliore ottenuto nella specialità da un atleta italiano ai Giochi olimpici (alla pari con il 6º posto ottenuto da Rodolfo Bergamo a Montreal nel 1976) fino all'oro di Gianmarco Tamberi a Tokyo 2020.
Lasciata la carriera agonistica, si è diplomato al 1º corso dei Maestri dello Sport del CONI, quindi laurea in scienze politiche e relazioni internazionali. Dal 1969 al 1974 ha lavorato presso la Federazione Italiana di Atletica Leggera quale responsabile tecnico-organizzativo del Club Italia, il primo ideato nello sport italiano e dedicato ai giovani con proiezione olimpica.
Le prime esperienze televisive risalgono all'inizio degli anni '70 con partecipazioni fisse nei programmi della TV dei Ragazzi: GiroVacanze e Giochi all'aria aperta, collaborando dapprima con la Rai (in particolare con Radio Rai intorno alla metà degli anni ottanta) e in seguito per le reti Mediaset (Record). È stato anche inviato speciale in RAI-GR2, occupandosi oltre che di sport anche di fenomeni sociali e politici, di cronaca e di terrorismo, con inchieste e rubriche.
Divenuto commentatore e giornalista sportivo, nel 2009 ha ricevuto la nomina a vice direttore R.T.I. - Mediaset, carica ricoperta sino al 31 dicembre 2012. Ha condotto varie edizioni e rubriche sportive del TG5, Italia 1 e Rete 4, sempre presente in tutte le iniziative nel campo dell'informazione del gruppo Fininvest.
Nella sua attività ha seguito, quale inviato o telecronista, le più importanti manifestazioni sportive internazionali tra cui dieci edizioni dei Giochi olimpici estivi (da Montréal 1976 a Londra 2012), tre edizioni dei Giochi olimpici invernali (Lake Placid 1980, Sarajevo 1984 e Torino 2006), varie edizioni dei campionati mondiali ed europei di atletica leggera, varie edizioni dei campionati mondiali ed europei di pallacanestro, cinque edizioni del Giro d'Italia di ciclismo e i campionati mondiali di pugilato dilettanti di Milano 2009.
Ha curato e condotto il programma Record, storie di mondiali e 9 puntate introduttive ai Mondiali di calcio di Germania 2006. Ha pubblicato inoltre tre libri: Lo specchio di Luca, romanzo per Fazi Editore del 2013, Roma '87, una pista, una pedana... il mondo e Seul '88, Olympic Games per Vallardi Editore.
Dal 2008 è anche direttore responsabile di TempoSport, rivista mensile di cultura e sport dell'ente di promozione sportiva CSAIN (centri sportivi aziendali industriali) e ha redatto per l'Enciclopedia Treccani, il volume di aggiornamento Lo sport e la tecnologia. Attualmente è managing director degli European Company Sport Games di Riccione 2015.
È stato docente di preatletismo generale e di atletica leggera, nonché assistente di anatomia funzionale presso la Scuola dello Sport del Comitato olimpico nazionale italiano.
Il CONI lo ha insignito del Diploma d'onore olimpico e della Medaglia di bronzo al valore atletico.

## Palmarès
| Anno | Manifestazione  | Sede              | Evento        | Risultato | Prestazione | Note             |
| ---- | --------------- | ----------------- | ------------- | --------- | ----------- | ---------------- |
| 1968 | Giochi olimpici | Città del Messico | Salto in alto | 6º        | 2,14 m      | Record nazionale |

## Riconoscimenti
- Premio USSI (Unione Stampa Sportiva Italiana) (1983)[5]
- Premio Arturo Santelia (ciclismo) (1998)
- Premio Paolo Rosi (FIDAL) (2002)[6]
- Cavaliere della Repubblica su nomina di Carlo Azeglio Ciampi (2003)[7]
- Onorificenza Lions International: Melvin Jones Fellow (2009)
- Premio "Best Journalist in the World" da parte dell'Associazione Internazionale Boxe Amatori (2009)[8]
- Cavaliere ufficiale della Repubblica su nomina di Giorgio Napolitano (2010)
- Presidente onorario CSAIN (2013)[9]